# Deinopis seriata
Deinopis seriata är en spindelart som beskrevs av Simon 1906. Deinopis seriata ingår i släktet Deinopis och familjen Deinopidae. Inga underarter finns listade i Catalogue of Life.